# Parasenecio chenopodiifolia
Parasenecio chenopodiifolia là một loài thực vật có hoa trong họ Cúc. Loài này được Grierson mô tả khoa học đầu tiên.